# Anneke von der Lippe
Anneke von der Lippe (ur. 22 lipca 1964 w Oslo) – norweska aktorka teatralna i filmowa.
W 1988 ukończyła Państwową Wyższą Szkołę Teatralną w Oslo (norw. Statens teaterhøgskole).  Gra w Teatrze Narodowym. Wcześniej występowała w Teatrze Norweskim.
Laureatka wielu nagród, m.in. nagrody Emmy dla najlepszej aktorki za rolę policjantki Helen Sikkeland w serialu telewizyjnym Naoczny świadek.

## Filmografia
- 1992: Krigerens hjerte jako Ann Mari Salmi
- 1994: Over stork og stein jako Liv
- 1995: Pan jako Eva
- 1997: Barbara jako Barbara
- 1998: Bare skyer beveger stjernene jako matka
- 1999: Misery Harbour jako Jenny
- 2006: Trigger jako Tone
- 2007: Lønsj jako Karin
- 2008: Ulvenatten jako prowadząca program Kristin Bye
- 2008: De usynlige jako Sissel
- 2011: Pax jako Susan
- 2014: Naoczny świadek (Øyevitne, serial TV) jako policjantka Helen Sikkeland
- 2018: En affære jako Unni
- 2020: Atlantic Crossing (serial TV) jako Ragni Østgaard
- 2021: Dziewczyna z Oslo (Bortført, serial TV) jako Alex
- 2021: Morze Północne w ogniu (Nordsjøen) jako Gunn Langlo
- 2022: Troll jak premier Berit Moberg

## Nagrody i wyróżnienia
- 1992: Nagroda Amanda dla najlepszej aktorki za rolę w filmie Krigerens hjerte[4]
- 1993: Filmkritikerprisen (Nagroda Krytyków Filmowych) za rolę Ann Mari Salmi w Krigerens hjerte
- 1995: Nagroda Amanda dla najlepszej aktorki za role w filmach Over stork og stein i Pan[4]
- 1996: Bodilprisen (duńska nagroda) dla najlepszej aktorki drugoplanowej za rolę Evy w filmie Pan
- 2015: Nagroda Emmy (International Emmy Award for Best Actress) dla najlepszej aktorki za rolę w serialu TV Naoczny świadek[3]
- 2022: Haugesund Walk of Fame (Aleja Gwiazd w Haugesund)[5]